# Ready to Die
Ready to Die è il primo album del rapper statunitense The Notorious B.I.G., pubblicato il 13 settembre 1994 dalla Bad Boy Records.
È l'unico album da solista uscito mentre l'artista era ancora in vita. I singoli estratti sono: Juicy, Big Poppa e One More Chance. È considerato un classico della storia dell'hip hop: nel corso degli anni successivi alla pubblicazione, l'album è stato inserito in numerose liste dei migliori album di sempre.

## Descrizione
L'album venne registrato a New York (principalmente nello studio The Hit Factory) in due fasi nel 1993 e nel 1994. Biggie aveva 21 anni quando completò il disco. Nel 1992 aveva firmato un contratto discografico con la Uptown Records dell'A&R Sean "Puffy" Combs. Biggie cominciò la registrazione del suo album di debutto nel 1993 a New York, dopo aver fatto numerose apparizioni come ospite in dischi di colleghi d'etichetta. Le prime tracce incise furono quelle meno commerciali, dal contenuto meno radio-friendly (incluse Ready to Die, Gimme the Loot e Things Done Changed).
Quando il produttore esecutivo Sean "Puffy" Combs venne licenziato dalla Uptown, la carriera di Biggie rimase in una sorta di limbo, dato che l'album era solo parzialmente completato. Dopo un breve periodo passato a spacciare droga nella Carolina del Nord, Biggie tornò in studio l'anno seguente per la nuova etichetta di Combs, la Bad Boy Records, e completò l'album.
L'album venne pubblicato con la foto di un bambino con i capelli afro in copertina, in riferimento al concetto dell'album sulla vita dell'artista dalla nascita alla sua morte.

### Produzione e testi
La produzione dell'album fu affidata principalmente a Easy Mo Bee e The Hitmen, che ricorsero a campionamenti di percussioni funk. I testi di Notorious B.I.G. furono generalmente lodati dai critici, che gradirono la sua abilità di narratore nel raccontare storie dal taglio quasi cinematografico, trattando tematiche autobiografiche che vertono su argomenti quali crimine e violenza con assoluta onestà. Nelle liriche si scorge un generale tono oscuro e un sinistro senso della depressione. Il testo della canzone Things Done Changed è uno dei pochi brani hip hop inclusi nella The Norton Anthology of African American Literature.
In generale, i testi di Ready to Die tendono ad affrontare argomenti come la violenza, il suicidio, lo spaccio di droga, le donne, l'alcol e il consumo di marijuana, ed altri elementi del vissuto di Biggie Smalls. L'album può essere definito un vago concept autobiografico che inizia con un'introduzione che descrive in dettaglio la sua nascita, la sua prima infanzia, l'adolescenza e la sua vita al momento dell'uscita dell'album.

### Singoli
Dall'album furono estratti tre singoli: Juicy, Big Poppa, One More Chance e una traccia promozionale di Biggie: Warning. Secondo la rivista XXL il sound più commerciale dei singoli rispetto al resto dell'album fu il risultato dei consigli di Sean Combs durante la seconda fase delle sessioni di registrazione.
Juicy venne pubblicata l'8 agosto 1994, e raggiunse la posizione numero 27 nella classifica statunitense Billboard Hot 100, la numero 14 nella Hot R&B/Hip-Hop Singles & Tracks e la terza nella Hot Rap Singles. Il singolo vendette 500,000 copie negli Stati Uniti e fu certificato disco d'oro dalla RIAA il 16 novembre 1994. Prodotta da Combs, la canzone include un campionamento tratto da Juicy Fruit nell'esecuzione di James Mtume. Il produttore Pete Rock, al quale fu affidato il remix della traccia, nel corso di un'intervista concessa a Wax Poetics, accusò Puffy di avergli rubato l'idea per il beat originale della canzone dopo averlo sentito da lui durante una visita.
Big Poppa fu pubblicato come secondo singolo il 24 dicembre 1994 e come il singolo precedente, fu un grosso successo di classifica e vendite. Raggiunse la sesta posizione nella classifica Billboard Hot 100, la quarta nella Hot R&B/Hip-Hop Singles & Tracks e la numero uno nella Hot Rap Singles. Le vendite furono superiori al milione di dollari e fu certificato disco di platino dalla RIAA il 23 maggio 1995. Prodotta da Combs e Chucky Thompson dei The Hitmen, la traccia campiona Between the Sheets degli Isley Brothers. La canzone ricevette una nomination all'edizione 1996 dei premi Grammy nella categoria Best Rap Solo Performance, ma perse in favore di Gangsta's Paradise di Coolio.
Il terzo singolo estratto da Ready to Die fu One More Chance, pubblicato il 9 giugno 1995. Il singolo era una versione remix della traccia dell'album. Fu prodotta da Combs e include un campionamento del brano Stay With Me di DeBarge. Si classificò in seconda posizione nella Billboard Hot 100, mentre raggiunse la vetta di entrambe le classifiche Hot R&B/Hip-Hop Singles & Tracks e Hot Rap Singles. Vendette oltre un milione di copie e fu certificato disco di platino dalla RIAA il 31 luglio 1995.

## Accoglienza critica
| Recensione                    | Giudizio |
| ----------------------------- | -------- |
| AllMusic                      | [ 1 ]    |
| Blender                       | [ 24 ]   |
| Christgau's Consumer Guide    | A−       |
| HipHopDX                      | [ 26 ]   |
| Pitchfork                     | [ 27 ]   |
| Q                             | [ 28 ]   |
| Rolling Stone                 | [ 29 ]   |
| The Rolling Stone Album Guide | [ 30 ]   |
| The Source                    | [ 31 ]   |
| Uncut                         | [ 32 ]   |

Ready to Die fu accolto da recensioni molto positive da parte della critica musicale. Nella sua recensione dell'album sulla rivista Rolling Stone, Cheo H. Coker scrisse: "Ready to Die è il migliore album rap di debutto solista sin dai tempi di AmeriKKKa's Most Wanted di Ice Cube. Dal momento mozzafiato della sua nascita al finale Cobainesco in Suicidal Thoughts, l'album di B.I.G. si dimostra un ascolto accattivante. È difficile fartelo uscire dalla testa una volta provato ciò che ha da offrire". Robert Christgau di The Village Voice commentò: "I suoi rap sessuali sono erotici, le battute sono divertenti, e la sua musica fa sembrare la vita criminale meno spaventosa e invece piuttosto lussuosamente rilassata. Quando prende in considerazione il suicidio, non solo lo prendo in parola, ma spero sinceramente che trovi un altro modo". The New York Times scrisse: "Sebbene lo spaccio di droga abbia un enorme valore eroico per alcuni giovani abitanti delle città, egli sacrifica il potenziale romantico della figura dello spacciatore di quartiere. I suoi rap riconoscono sia l'eccitazione dello spaccio di droga sia lo stress causato dalla minaccia di altri spacciatori, ladri, polizia e genitori, a volte i propri. Nel presentare il lato negativo di quella vita, Ready to Die offre forse il ritratto più equilibrato e onesto della vita di uno spacciatore di qualsiasi altro nell'hip-hop".
La rivista inglese Q assegnò a Ready to Die tre stelle su cinque, scrivendo "il rap naturale, l'uso intelligente degli effetti sonori e dei dialoghi recitati, e l'elemento concettuale (da un bambino che nasce all'inizio al battito cardiaco che svanisce alla fine) lo distinguono bene dal gangsta medio che si vanta della grandezza del suo cazzo". Nella recensione originale di Ready to Die, The Source assegnò un voto di quattro e mezzo su cinque, scrivendo: "Grandi storie intrecciate come un direttore della fotografia, ogni canzone è come un'altra scena del suo stile di vita. Nel complesso, questo pacchetto è completo: ritmi ridicoli, armonie smielate, effetti sonori malati, scenari criminali e hook familiari".

## Eredità
Fin dalla sua uscita nel 1994 Ready to Die è stato acclamato dalla critica. Nel 1998, The Source lo incluse nella lista "100 Best Rap Albums of All Time", e nel 2002, lo recensì nuovamente assegnando al disco il massimo dei voti questa volta. Anche la considerazione di Rolling Stone verso Ready to Die è cresciuta con il passare degli anni. Nel 2003, la rivista lo posizionò 133º nella lista dei migliori 500 album di sempre, 134º nell'aggiornamento del 2012, e 22º nella terza revisione del 2020 della suddetta classifica. Kilian Murphy di Stylus Magazine recensì favorevolmente l'album in una recensione retrospettiva, e concluse: "Dolce, ipocrita, sensibile, violento, depresso e giubilante; queste parole potrebbero tutte descrivere adeguatamente B.I.G. in vari punti di Ready to Die."
Steve Huey del sito web AllMusic diede cinque stellette su cinque al disco, scrivendo: "L'album che reinventò l'East Coast rap per l'era gangsta, Ready to Die rese Notorious B.I.G. una star. Oggi è considerato uno dei migliori album hardcore rap mai incisi, e questo principalmente grazie all'abilità di Biggie di raccontare storie". Nel 2006, Time incluse il disco nella lista "100 Greatest Albums of All Time", e scrisse: "In Ready to Die, Wallace prese le sue esperienze di strada e le filtrò attraverso il suo notevole fascino. Il risultato fu un disco che mescolava lunghi momenti minacciosi con romanticismo e molto umorismo. Nessun rapper ha mai fatto suonare così morbide delle rime multi-sillabiche". L'album è stato inoltre incluso nel libro 1001 Albums You Must Hear Before You Die.

## Causa per violazione di copyright
Il 24 marzo 2006, Bridgeport Music e Westbound Records vinsero una causa federale intentata contro la Bad Boy Records per violazione del copyright; il giudice stabilì che Sean Combs e la Bad Boy avevano utilizzato illegalmente alcuni campionamenti senza le dovute autorizzazioni nelle canzoni Ready to Die, Machine Gun Funk e Gimme the Loot. La giuria assegnò un risarcimento di 4.2 milioni di dollari ai due querelanti, e il giudice federale Todd Campbell emise un immediato divieto sulle vendite dell'album e delle tracce in questione. In appello, la Sesta Circoscrizione ritenne i danni incostituzionalmente elevati e in violazione delle norme di un equo processo e rinviò il caso, a quel punto il giudice Campbell ridusse l'ammenda a 2.8 milioni; tuttavia, il verdetto di colpevolezza fu confermato. Da tutte le versioni dell'album pubblicate dopo la causa legale sono stati eliminati i campionamenti incriminati.

## Tracce
1. Intro – 3:24 (testo: Christopher Wallace, Sean Combs – musica: Sean "Puffy" Combs)
2. Things Done Changed – 3:58 (testo: Wallace, Dominic Owen, Kevin Scott – musica: Darnell Scott)
3. Gimme the Loot – 5:04 (testo: Wallace, Osten Harvey – musica: Easy Mo Bee)
4. Machine Gun Funk – 4:17 (testo: Wallace, Harvey – musica: Easy Mo Bee)
5. Warning – 3:40 (testo: Wallace, Harvey – musica: Easy Mo Bee)
6. Ready to Die – 4:24 (testo: Wallace, Harvey – musica: Easy Mo Bee)
7. One More Chance – 4:43 (testo: Wallace, Norm Glover, Reginald Ellis, Chucky Thompson, Combs – musica: Easy Mo Bee, Bluez Brothers, Chucky Thompson, Combs)
8. Fuck Me (Interlude) – 1:31 (testo: Wallace, Combs – musica: Combs)
9. The What (featuring Method Man) – 3:57 (testo: Wallace, Clifford Smith, Harvey – musica: Easy Mo Bee)
10. Juicy – 5:02 (testo: Wallace, Peter Philips, Combs, Jean Oliver – musica: Poke, Combs (co.))
11. Everyday Struggle – 5:19 (testo: Wallace, Glover, Ellis – musica: Bluez Brothers)
12. Me & My Bitch – 4:00 (testo: Wallace, Glover, Ellis, Thompson, Combs – musica: Bluez Brothers, Nadia Cassini, Chucky Thompson, Combs)
13. Big Poppa – 4:13 (testo: Wallace, Rudolph Isley, O'Kelly Isley Jr., Ronald Isley, Ernest Isley, Marvin Isley, Chris Jasper – musica: Chucky Thompson, Combs (co.))
14. Respect – 5:21 (testo: Wallace, Diana King, Harry Casey – musica: Poke, Combs)
15. Friend of Mine – 3:28 (testo: Wallace, Harvey – musica: Easy Mo Bee, Nadia Cassini)
16. Unbelievable – 3:43 (testo: Wallace, Christopher Martin – musica: DJ Premier)
17. Suicidal Thoughts – 2:50 (testo: Wallace, Robert Hall – musica: Lord Finesse)

Durata totale: 68:54
Tracce bonus rimasterizzate
1. Who Shot Ya? – 5:19 (testo: Wallace, Nashiem Myrick, Combs – musica: Nashiem Myrick, Combs (co.))
2. Just Playing (Dreams) – 2:43 (testo: Wallace, Rashad Smith – musica: Rashad Smith)

### Campionamenti
Intro
- Superfly di Curtis Mayfield
- Rapper's Delight dei Sugarhill Gang
- Top Billin' di Audio Two
- Tha Shiznit di Snoop Doggy Dogg

Things Done Changed
- California My Way dei The Main Ingredient
- Summer Breeze dei The Main Ingredient
- Vapors di Biz Markie
- Lil Ghetto Boy di Dr. Dre

Gimme the Loot
- Smokin’ Cheeba-Cheeba della Harlem Underground Band
- Don’t Change Your Love dei Five Stairsteps
- Coldblooded di James Brown
- Singing in the Morning degli Ohio Players (poi rimosso per motivi legali)[41]
- Throw Ya Gunz degli Onyx
- What They Hittin' Foe? di Ice Cube
- Just to Get a Rep dei Gang Starr
- Scenario (Remix) degli A Tribe Called Quest

Machine Gun Funk
- Something Extra dei Black Heat
- Up for the Down Stroke dei The Horny Horns (poi rimosso per motivi legali)[41]
- Chief Rocka dei Lords of the Underground

Warning
- Walk On By di Isaac Hayes
- Thinking dei The Meters

Ready to Die
- Hospital Prelude of Love Theme di Willie Hutch
- Sing a Simple Song di Sly and the Family Stone
- Yes, I'm Ready di Barbara Mason
- Ain't No Half Steppin' di Big Daddy Kane
- Two to the Head di Kool G Rap & DJ Polo
- Check It Out di Grand Puba
- Singing in the Morning degli Ohio Players (poi rimosso per motivi legali)[41]

One More Chance
- Hydra di Grover Washington Jr.
- Stay With Me di Debarge

Fuck Me (Interlude)
- Feenin' dei Jodeci

The What
- Can't Say Enough About Mom di Leroy Hutson
- Overnight Sensation di Avalanche

Juicy
- Juicy Fruit ("Fruity" Instrumental Mix) di Mtume

Everyday Struggle
- Either Way di Dave Grusin
- Don't Change Your Love dei Five Stairsteps

Big Poppa
- Between the Sheets degli Isley Brothers
- Dolly My Baby (Bad Boy Extended Remix) di Super Cat

Respect
- I Get Lifted dei KC & the Sunshine Band

Friend of Mine
- The Jam dei Graham Central Station
- Seventh Heaven di Gwen Guthrie
- Vicious di Black Mamba

Unbelievable
- Impeach the President degli Honey Drippers
- Kitty With the Bent Frame di Quincy Jones
- Your Body's Callin' di R. Kelly

Suicidal Thoughts
- Lonely Fire di Miles Davis
- Outside Love di Brethren

Who Shot Ya?
- I'm Afraid the Masquerade is Over di David Porter

Just Playing (Dreams)
- Blues and Pants di James Brown

## Formazione
- Notorious B.I.G. – testi, voce
- Sean "Puffy" Combs – produzione, voce
- Mister Cee – produttore esecutivo associato
- Method Man – performer rap aggiuntivo
- Lil' Kim – performer rap aggiuntivo
- Total – voci aggiuntive
- Chucky Thompson – strumenti, produzione
- Nashiem Myrick – additional programming, produzione
- Diana King – voci aggiuntive
- Sybil Pennix – voci aggiuntive
- Easy Mo Bee – produzione
- The Bluez Brothers – produzione
- Jean "Poke" Oliver – produzione
- DJ Premier – produzione
- Lord Finesse – produzione
- Darnall Scott – produzione
- Rashad Smith – produzione
- Bob "Bassy" Brockman – recording, mixing
- Greg Pinto – recording, mixing
- Rich Travali – recording, mixing
- Mario Rodriquez – recording, mixing
- Charles "Prince" Alexander – recording, mixing
- Bill Esses –  recording, mixing
- John Wydrycs – recording
- Norty Cotto – recording
- Eddie Sancho – mixing

## Classifiche

### Classifiche settimanali
| Classifica (1994)         | Posizione massima |
| ------------------------- | ----------------- |
| Francia                   | 118               |
| Stati Uniti               | 15                |
| US Top R&B/Hip-Hop Albums | 3                 |
| Classifica (1995)         | Posizione massima |
| Top R&B/Hip-Hop Albums    | 4                 |
| Classifica (2004)         | Posizione massima |
| US Top Catalog Albums     | 1                 |
| US Top Rap Albums         | 5                 |

### Classifiche di fine anno
| Classifica (1994)         | Posizione massima |
| ------------------------- | ----------------- |
| US Top R&B/Hip-Hop Albums | 36                |
| Classifica (1995)         | Posizione massima |
| Top R&B/Hip-Hop Albums    | 6                 |